# Skull & Bones
Skull & Bones — п'ятий студійний альбом гурту Cypress Hill. Виданий 25 квітня 2000 року лейблами Ruffhouse і Columbia Records на двох дисках. Загальна тривалість композицій на першому диску становить 40:56, на другому - 23:31. Альбом відносять до напрямку реп/репкор.

## Список пісень

### Skull(Диск I)
1. «Intro» — 1:52
2. «Another Victory» — 3:11
3. «(Rap) Superstar» — 4:53
4. «Cuban Necktie» — 4:13
5. «What U Want from Me» — 3:50
6. «Stank Ass Hoe» — 5:09
7. «Highlife» — 3:53
8. «Certified Bomb» — 4:03
9. «Can I Get a Hit» — 2:47
10. «We Live This Shit» — 4:20
11. «Worldwide» — 2:45

### Bones(диск II)
1. «Valley of Chrome» — 4:04
2. «Get Out of My Head» — 3:31
3. «Can't Get the Best of Me» — 4:15
4. «A Man» — 3:08
5. «Dust» — 3:56
6. «(Rock) Superstar» — 4:37
7. «Jack You Back» (бонус-трек) — 3:32